# فتوى (فلم تونسي)
فتوى هو فيلم روائي طويل تونسي إنتاج سنة 2018 من إخراج محمود بن محمود وبطولة أحمد الحفيان، غالية بنعلي، سارة حناشي، رمزي عزيز، محمد ساسي، وأخرون.

## القصة
يتناول قصة رجل تونسي يدعى (إبراهيم) يعيش في فرنسا، ويعود إلى تونس بعد علمه بوفاة ابنه (مروان) في حادث دراجة نارية، لكنه يكتشف أنه ابنه نشط مع جماعة متشددة، ويقوده ذلك للشك في ملابسات وفاته.

## الجوائز
- فاز في شهر يونيو 2019 بالجائزة الكبرى للمهرجان المغاربي للفيلم في دورته الثامنة في مدينة وجدة بالمملكة المغربية.[3]
- جائزة (الشراع الذهبي) في الدورة 21 لمهرجان زنجبار السينمائي الدولي.
- جائزة (أفضل فيلم روائي) من المهرجان الدولي للسينما والمواد السمعية البصرية في بوروندي.
- جائزة (سعد الدين وهبة لأفضل فيلم عربي) بـمهرجان القاهرة السينمائي.
- جائزة (أفضل مخرج) من مهرجان كيمولوس السينمائي الدولي.
- الجائزة الفضية من مهرجان جنيف لأفلام الشرق بسويسرا.[2]
- الفيلم حاصل على جوائز كثيرة من مهرجانات عربية.

## وصلات خارجية
- مقالات تستعمل روابط فنية بلا صلة مع ويكي بيانات

- (فيديو): < فتوى - Trailer >